# Gazzetta del Sud
Gazzetta del Sud (Gazetă Sudului) este un ziar italian, cu sediul la Messina, în Sicilia. Este cel mai difuzat cotidian în regiunea Calabria și al treila în regiunea Sicilia. 